# Суррогаты (фильм)
«Суррогаты» (англ. Surrogates) — американский фантастический боевик 2009 года, снятый по одноимённому комиксу режиссёром Джонатаном Мостоу, с Брюсом Уиллисом в главной роли.
Слоган фильма — «Реален только ты».

## Сюжет
Действие разворачивается в будущем. В начале XXI века доктор Лайонел Кэнтер вёл исследования для облегчения жизни людям с ограниченными возможностями. Он разработал интерфейс, который позволяет инвалиду, лишённому, например, возможности ходить, силой нервных импульсов управлять андроидом. При этом андроид ведёт себя полностью как человек, а человек — оператор — чувствует и переживает все ощущения, которые испытывает его электронный двойник. 
Однако это изобретение, позволившее инвалидам жить полной жизнью, вскоре стало использоваться и здоровыми. В результате мир преобразился: 98 % населения Земли не выходят из дома, а в это время их жизнью живут роботы-суррогаты. Они могут выглядеть как угодно, всегда обладают идеальной внешностью, могут быть любого пола и делать практически невообразимые вещи без какого-либо вреда для оператора. Армия США также использует суррогатов при проведении «миротворческих операций». 
Однако против нового мироустройства выступают так называемые дреды — группа людей, не признающая пользы от использования «бездушных роботов». Они образовали колонии, куда запрещён вход суррогатам, и свели к минимуму общение с внешним миром.
Главный герой фильма — агент ФБР Том Грир (Брюс Уиллис). Он так же, как и большинство людей, пользуется служебным суррогатом, внешне похожим на него самого в молодые годы. Однако в глубине души Грир устал от этого суррогатного мира и хочет нормального человеческого общения хотя бы со своей женой Мэгги, которая после автокатастрофы, унёсшей жизнь их сына и оставившей шрам на её лице, не выходит из своей комнаты, предпочитая общаться с миром лишь посредством красивого стройного суррогата.
История начинается с того, что некий молодой человек, представитель «золотой молодёжи», отправляется вместо оперы, как рекомендовал ему отец по телефону, в ночной клуб. На выходе из клуба он неожиданно подвергается нападению некоего человека без суррогата, который уничтожает суррогата одним выстрелом из необычного оружия.
Грир и его напарница Дженнифер Питерс (Рада Митчелл) прибывают на место преступления. Так как люди уже давно не убивают других людей, а просто уничтожают суррогатов (что, впрочем, довольно накладно, так как суррогат стоит крайне дорого), подобные «убийства» уже давно считаются вандализмом. Однако попытка найти оператора суррогата молодого человека оборачивается трагедией — выясняется, что вместе с суррогатом был убит и его оператор, оказавшийся сыном изобретателя суррогатов, основателя и бывшего хозяина Virtual Self Industries (VSI), Лайонела Кэнтера. Во время беседы с ним выясняется, что убийца охотился за отцом, а не за сыном, так как убитый использовал один из суррогатов своего отца. 
Грир начинает расследование, пытаясь выяснить, возможно ли существование оружия, которое, уничтожая суррогата, убивает и оператора (что, по заявлению представителя VSI — производителя суррогатов — противоречит самой сути использования данной технологии).
В ходе расследования выясняется, что спецслужбы имеют полный контроль над сетью суррогатов. Грир нападает на след убийцы, некоего Майлза Стрикланда, однако тот пытается скрыться в колонии дредов. Во время погони Гриру приходится на себе испытать силу неизвестного устройства, но он остаётся жив и продолжает преследование на территории колонии, где на защиту подозреваемого встаёт местное население и уничтожает суррогат Грира. Лидер дредов, известный как Пророк, убивает Стрикланда и завладевает оружием.
Дреды рассматривают попытку поймать человека на их территории как акт агрессии, и полиция, чтобы замять дело, отстраняет Грира и его напарницу от расследования, отказывая ему в выдаче нового служебного суррогата. Однако Грир не намерен останавливаться и поэтому решается лично выйти на улицу. Он отправляется в колонию дредов, чтобы продолжить расследование. Пророк призывает последователей выйти на тропу войны с «сильными мира сего», превратившими человечество в толпу бездушных роботов. Грира выпроваживают из колонии, но на выходе его ждёт лимузин с суррогатом Кэнтера, предлагающим сосредоточиться на выяснении происхождения оружия.
В процессе расследования Грир ещё раз выходит на полковника Брэндона и выясняет, что оружие — это вирусный излучатель, которой заражает через оптические сенсоры (глаза) операционную систему суррогата вирусом, блокирующем его функционирование. Однако при разработке оружия оказалось, что вирус не только поражал суррогата, но и взламывал встроенную защиту оператора, убивая его. После этого все работы в данном направлении были прекращены, а материалы уничтожены. Грир также узнаёт, что разработчик этого вируса — та самая VSI. В обмен на эту информацию Грир рассказывает полковнику, что единственный сохранившийся работоспособный экземпляр устройства находится у Пророка.
Неизвестный проникает в дом к Питерс, убивает её и переводит её суррогат под чужое управление. Военные проводят операцию на территории колонии, по результатам которой выясняется, что Пророк — это всего лишь суррогат. Суррогат Питерс в это время залезает в финансовые отчёты ФБР. Становится ясно, что Стрикланд был нанят ФБР и что в этом замешан непосредственный начальник Грира и Питерс, агент Стоун, который дал вирусный излучатель Стрикланду и приказал тому убить Кэнтера. Стоун, в свою очередь, выполнял поручение VSI, которые хотели избавиться от неугодного им Кэнтера, разочаровавшегося в собственном изобретении. Суррогат Питерс делится информацией с Гриром. Грир наносит визит Стоуну. В офисе Стоуна он выводит его суррогат из строя, взламывает его компьютер, копирует информацию и в спешке садится в машину к ждущему его суррогату Питерс. Убедившись, что Грир заполучил необходимые файлы, суррогат устраивает аварию. Пока Грир приходит в себя после столкновения, суррогат крадёт флэш-дискету с данными и лежавший на заднем сидении чемоданчик с оружием, который ему передали дреды. Грир пытается преследовать его, но снова попадает в аварию. 
Тем временем Стоун через своё настоящее тело отдаёт агентам приказ ловить Грира, но тому легко удаётся уйти от коллег, привыкших ловить роботов на дистанционном управлении с радиомаячком в затылке.
Грир отправляется в особняк Кэнтера. Выясняется, что Кэнтер — это и Пророк, и убийца Питерс, и тот, кто управлял её суррогатом. Тем временем Кэнтер, используя суррогат Питерс, проникает в штаб-квартиру ФБР. Используя вирусный излучатель, он убивает Стоуна и приступает к загрузке вируса, который погубит не только всех суррогатов, но и их операторов. Кэнтер рассказывает Гриру, что идея создания суррогатов заключалась лишь в том, чтобы дать инвалидам возможность жить полноценной жизнью, но после того, как его уволили из VSI, его изобретение стало использоваться ими только для получения прибыли. 
Уверенный в своей победе, Кэнтер принимает ядовитую пилюлю и умирает. Грир подключается к суррогату Питерс и изолирует операторов, но решает не спасать суррогатов. Через полсекунды после этого решения полицейский снайпер уничтожает суррогат Питерс, и процесс уже не обратить: суррогаты по всему миру падают как подкошенные.
Завершается фильм панорамой городов, где на улицы из домов выходят люди, очевидно, долгое время не покидавшие своих жилищ. Они одеты в домашние халаты, растеряны и двигаются неуверенно. Грир возвращается домой и обнаруживает Мэгги в комнате их покойного сына, где она впервые за много лет по-настоящему видит и обнимает мужа.
На фоне улиц, заполненных отключёнными суррогатами, звучит речь диктора новостей: «Пока нам не известно, когда будут, да и будут ли вообще восстановлены все суррогаты. Так что пока придётся нам жить самим».

## В ролях
- Брюс Уиллис — агент Том Грир
- Тревор Донован — суррогат Тома Грира (актёр использовался в качестве модели технологии Motion capture для визуализации образа «молодого» суррогата Тома Грира)
- Рада Митчелл — агент Дженнифер Питерс
- Розамунд Пайк — Мэгги Грир
- Борис Коджо — Стоун
- Джеймс Кромвелл — доктор Лайонел Кэнтер
- Джеймс Джинти — суррогат Кэнтера
- Винг Рэймс — пророк
- Джек Носуорти — Стрикленд
- Девин Рэтрей — Бобби
- Майкл Кудлиц — полковник Брэндон

## Отзывы
Суррогаты не были предварительно проверены критиками. По состоянию на июнь 2020 года агрегатор обзоров Rotten Tomatoes сообщил, что рейтинг одобрения составляет 37% на основе 115 отзывов, а средний рейтинг — 5,33/10. Критический консенсус веб-сайта гласит: «Несмотря на привлекательный внешний вид, фильм Суррогаты не может извлечь выгоду из многообещающей предпосылки, вместо этого полагаясь на бессмысленные действия и плохой сценарий». Metacritic дал фильму среднюю оценку 45 из 100 на основе 21 рецензии критиков, что указывает на «смешанные или средние отзывы». Зрители, опрошенные CinemaScore, поставили фильму среднюю оценку «C» по шкале от A + до F.
IGN дал фильму 6,0/10, заявив, что «он представляет собой грамотно сделанное, относительно предсказуемое и изящно представленное жанровое развлечение, предлагающее достаточное количество динамичных битов и футуристических визуальных эффектов, чтобы зритель был вовлечен, даже не задумываясь. Это хорошо, эскапистская забава». Яху! Фильмы поставили ему оценку «C +» на основе 10 обзоров.
Лиза Шварцбаум из Entertainment Weekly завершила свой положительный обзор, сказав, что «есть забавные вещи про роботов, несколько хороших философских идей и краткое безумное воссоединение Уиллиса и Винга Реймза через 15 лет после фильма Криминальное чтиво. Роджер Эберт из Chicago Sun-Times дал фильму 2½ звезды из 4. Эберт написал, что «хотя фильм более амбициозен, чем должен быть, он слишком быстро спускается к боевым сценам… Суррогаты интересны и изобретательны, но слишком рано соглашаются на формулу». Он также говорит: «Концепция, основанная на графическом романе Роберта Вендитти и Бретта Велделе, естественным образом наводит на интригующие размышления». Некоторые критики, однако, не слишком благосклонно отнеслись к фильму: Клаудия Пуч из USA Today назвала его «плохой заменой научно-фантастическому триллеру, заявив, что тон фильма редко бывает сатирическим и что он больше связан с политическими интригами, затрагивающими карманы протестующие против суррогатов, которым нравится избивать машины». Роджер Мур из Orlando Sentinel дал отрицательный отзыв, написав: «Смотрибельно, но очевидно… Суррогаты никогда не могут быть ничем иным, как плохой заменой настоящей вещи».
Джордан Хоффман из UGO Entertainment дал фильму рейтинг B+, заявив, что он достаточно интеллектуально стимулирует, чтобы держать вас в заинтригованном состоянии, никогда не забывая о своих обязанностях как о развлечениях в кино категории B. Тодд Маккарти из Variety описал его как напряженный и устрашающе правдоподобный научно-фантастический триллер.
Некоторые критики отметили, что сюжет имеет некоторое сходство с романом Дэвида Брина Люди в печи.

## Факты
- На момент выхода фильма на экран уже существовали устройства, которые пытались в той или иной мере обеспечить функциональность «суррогатов»[2].
- В начале фильма показан отрывок из видео, в котором показывалось тестирование экзоскелета Raytheon Sarcos[3].
- Актёр Джеймс Кромвелл, сыгравший роль доктора Кэнтера, ранее также сыграл роль создателя роботов — в фильме «Я, робот» он играл доктора Альфреда Лэннинга, ведущего конструктора и теоретика корпорации U. S. Robotics.
- Показанные в фильме технологии телеприсутствия были описаны ещё в 1963 году Станиславом Лемом в «Сумме технологии» (глава шестая, раздел «Телетаксия и фантопликация») под названием телетаксии (принцип также объяснялся в его некоторых фантастических произведениях, например использование теледублей в «Мире на Земле»).
- Глазные видеоинтерфейсы для управления суррогатами похожи на считыватели синкорда из фильма «Шестой день».
- Сама идея подобной технологии будущего была также использована в другом фильме, выпущенном в 2009 году — «Аватар».